# 尼古拉·舍斯托帕洛夫
尼古拉·费奥多罗维奇·舍斯托帕洛夫（俄语：Николай Фёдорович Шестопалов；1919年12月19日—2006年11月6日）是苏联军事将领，工程兵元帅（1981年）。

## 生平
生于莫斯科的一个铁路工人家庭，1937年加入苏联红军。1941年毕业于古比雪夫军事工程学院。
参加苏德战争，担任工程师，历任第1乌克兰阵线第3近卫坦克集团军工程兵副主任、19摩工旅作战处长等职务。参加过下第聶伯河攻勢、第聶伯河-喀爾巴阡山脈攻勢、利沃夫-桑多梅日攻勢、維斯瓦河-奧德河攻勢和攻克柏林等战役战斗。
战后继续担任军事工程技术指挥员职务。1951年加入苏联共产党。1963年任白俄罗斯军区营建副指挥，1969年任苏联国防部军事工程建设总局局长，1972年任国防部工程营建部队第一副长官，1978年任国防部分管工程营建的副部长，晋升上将工程师。1981年被授予工程兵元帅军衔。1988年转任国防部总监团军事监察顾问，1992年退休。
2006年11月6日在莫斯科离世，安葬于特罗耶库罗夫公墓。
舍斯托帕洛夫一生荣获列宁勋章、十月革命勋章、两枚一级卫国战争勋章、二级卫国战争勋章、两枚劳动红旗勋章、两枚红星勋章以及奖章多枚。因为对苏联国防工程建设事业的突出贡献，他还获得了苏联国家奖金，以及俄罗斯苏维埃联邦社会主义共和国功勋建设者荣誉称号。

## 个人生活
舍斯托帕洛夫的妻子是莎娅拉·盖达罗芙娜·库尔巴诺娃（Саяра Гайдаровна Курбанова，1922年 - 2016年）。她与卓娅·科斯莫杰米扬斯卡娅曾是同学和朋友，自愿加入红军，在第3近卫坦克集团军服役，与舍斯托帕洛夫在前线相遇，1946年两人在柏林结婚。育有一个女儿和一个儿子。女儿塔玛拉是音乐家，毕业于明斯克音乐学院。儿子奥列格是军人，毕业于军事工程学院。

## 图片

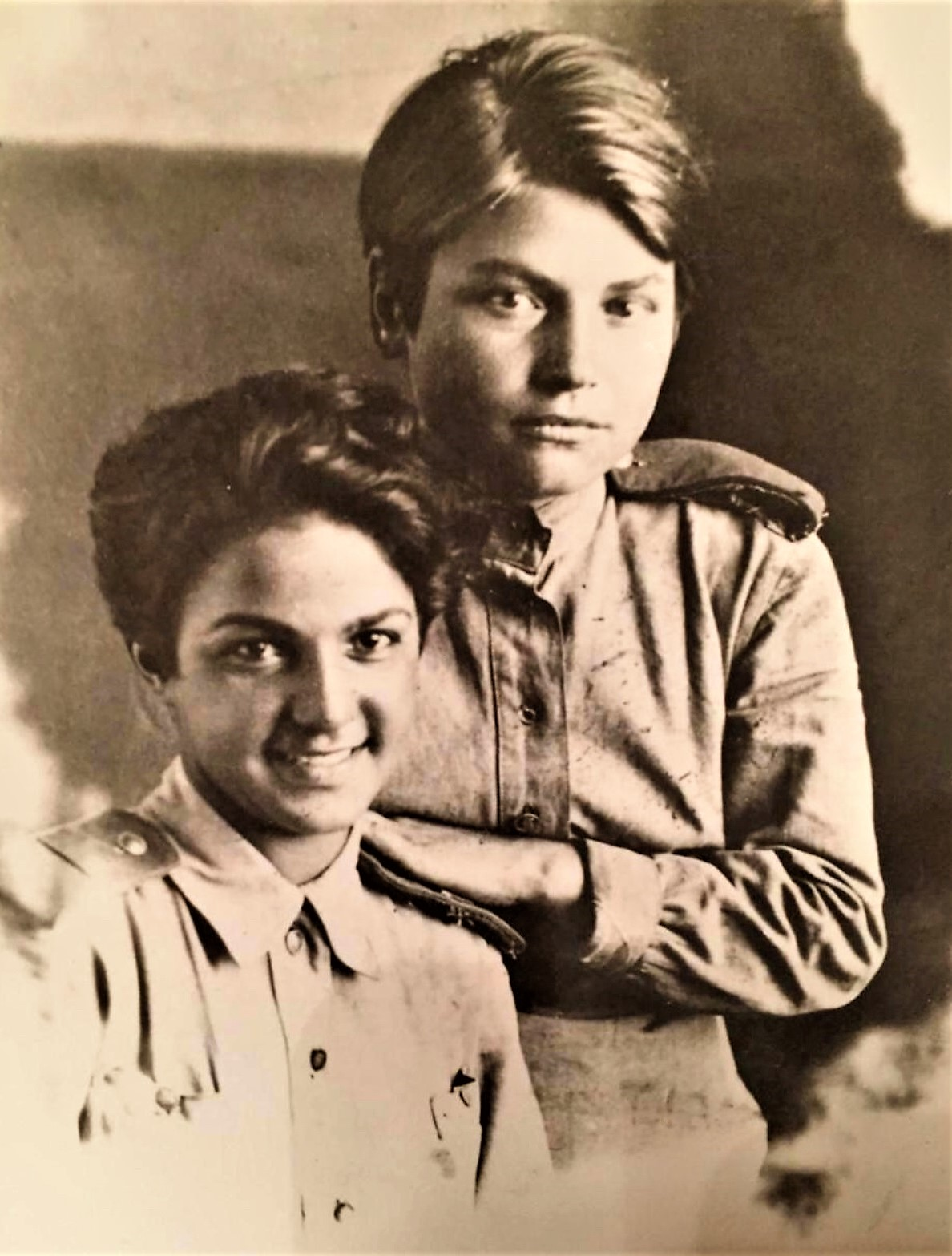
舍斯托帕洛夫与女友莎娅拉（1945年/1946年）
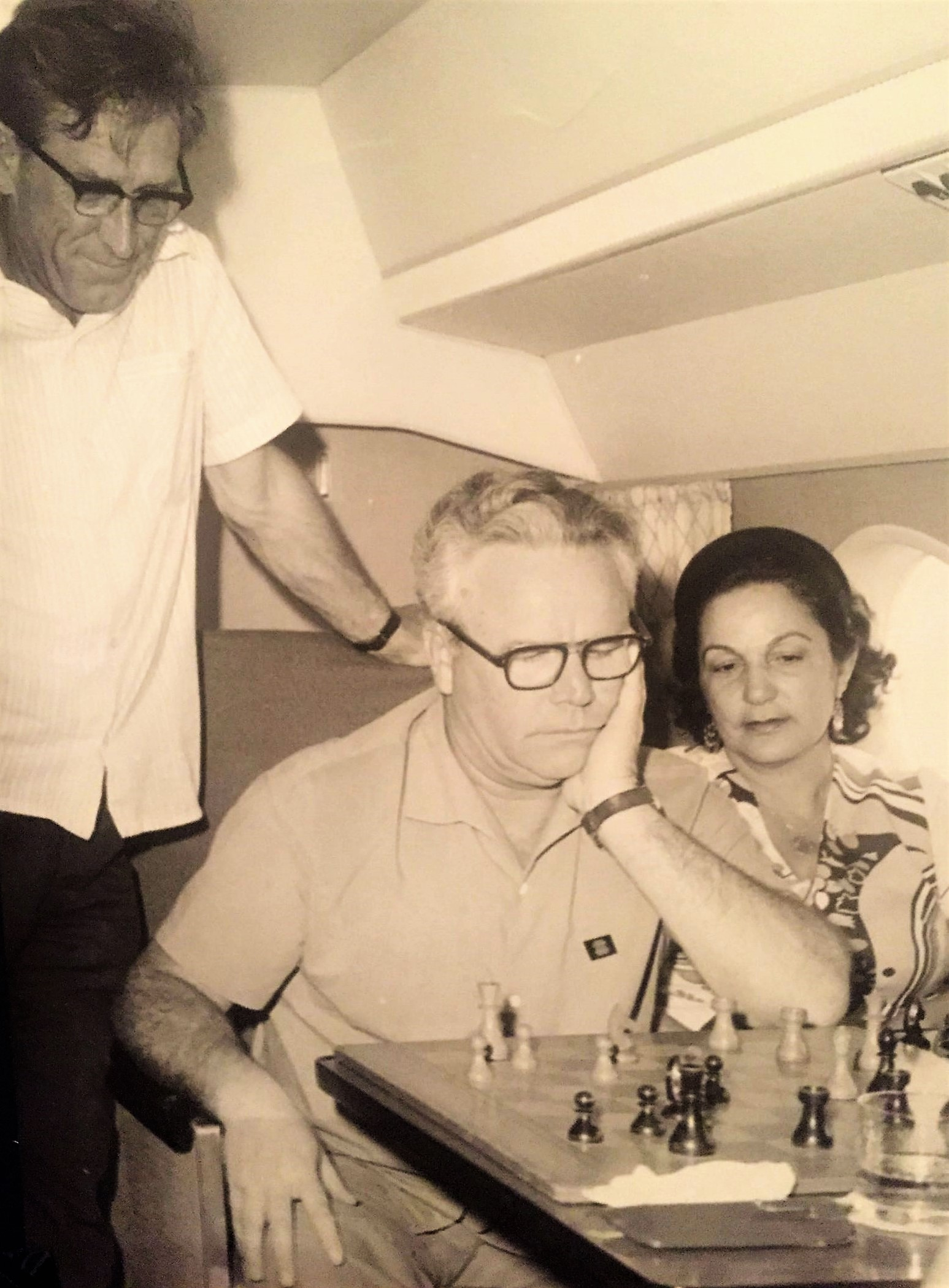
舍斯托帕洛夫与妻子乘飞机前往古巴。他喜欢下国际象棋，参加过许多比赛（1960年代）